# Teretrius alluaudi
Teretrius alluaudi är en skalbaggsart som beskrevs av Desbordes 1916. Teretrius alluaudi ingår i släktet Teretrius och familjen stumpbaggar. Inga underarter finns listade i Catalogue of Life.